# Ernesto Barajas
Ernesto Barajas (Culiacán, Sinaloa, 16 de septiembre de 1986-Zapopan, Jalisco; 19 de agosto de 2025) fue un cantante, compositor, y youtuber mexicano, conocido por ser fundador, bajista y vocalista de la agrupación de regional mexicano Enigma Norteño, considerada uno de los mayores exponentes de este género en México y Estados Unidos, ganando popularidad gracias a su estilo único al componer narcocorridos, en los cuales se encuentran: «El Deportivo», «Háganse a un Lado», «Los Lujos del R», «Álbum JGL», entre otros.

## Biografía y carrera musical
Ernesto Barajas nació en Culiacán, Sinaloa el 16 de septiembre de 1986, quien desde joven mostró una fuerte inclinación hacia la música, por lo que lo llevó, en 2004, a formar su propia agrupación Enigma Norteño en su ciudad natal, asumiendo el rol de bajista y vocalista dentro de la banda, a sus tempranos 18 años.
En 2004, Enigma Norteño publicó su primer álbum «El Jardinero» de forma independiente, así marcando el inicio de su trayectoria profesional dentro de la música.
A principios de 2008, Ernesto incluiría dos nuevos integrantes al grupo: José Baldenegro como baterista y a Freddy Hernández, como el acordeonista pasando de Enigma de un dueto a un cuarteto. En ese mismo año, firmarían contrato con la disquera Discos Sol, su primer respaldo profesional, así como el lanzamiento de su segundo álbum «Infiel», cuyo sencillo homónimo fue utilizado para promocionar el disco.

## Asesinato
El 19 de agosto del 2025, aproximadamente a las 2:00 p.m. (hora central mexicana) Ernesto Barajas fue interceptado por civiles armados quienes abrieron fuego contra Barajas —informes no verificados afirman que fueron 41 impactos de bala—, muriendo inmediatamente al igual que su acompañante dentro de un estacionamiento privado ubicado en la colonia Arenales Tapatíos en Zapopan, Jalisco, mientras que los atacantes huyeron del lugar en una motocicleta. En este incidente, quedó como daño colateral una herida de bala en la rodilla de una mujer —de entre 18 a 25 años—, siendo trasladada al hospital. 

### Amenazas previas
En julio de 2023, Ernesto fue objeto de narcomensajes firmados por el Cártel de Jalisco Nueva Generación, donde el grupo criminal colocó mensajes en contra del cantante recriminándolo de supuesta protección por parte de operadores del Cártel de Sinaloa, reconocidos como los 'jefes de plaza' de la ciudad bajacaliforniana de Tijuana, siendo éstos Alfonso ''Aquiles'' Arzate y René Arzate ''La Rana'', ambos hermanos. El mensaje indicaba: 

Ernesto Barajas, vocalista 
 de Enigma Norteño, deja de 
 sentirte protegido por las 
 hermanas  Aquiles y Rana, aquí 
 no vas a venir a cantar 
 corridos de tu bandera. 
 La Baja tiene dueño. 
 Atte. CJNG

## Discografía
| Año  | Título                                 |
| ---- | -------------------------------------- |
| 2004 | El Jardinero                           |
| 2004 | Puros Norteño Hits - 20 Temas Perrones |
| 2004 | 2o Boleras y Baladas Norteñas          |
| 2009 | Corridos de Altura                     |
| 2009 | El Ondeado (M1)                        |
| 2010 | Juego Prohibido                        |
| 2010 | Los Mejores Corridos En Vivo           |
| 2010 | Los Lujos                              |
| 2011 | Generales de Batalla                   |
| 2012 | La Invitación                          |
| 2012 | En Vivo Tololoche                      |
| 2012 | Y Si Supieras                          |
| 2012 | En Vivo 2                              |
| 2013 | Las Palabras del Mochomo               |
| 2013 | Éxitos con Banda y Tololoche           |
| 2013 | Diferentes Niveles                     |
| 2013 | Dinastía de Grandes                    |
| 2013 | Se te olvidó (Con Banda)               |
| 2013 | Aunque ya tengas marido                |
| 2014 | Enigma Norteño - En Vivo               |
| 2014 | El Narco de Narcos                     |
| 2014 | Enemigo en Casa                        |
| 2015 | Una Pisteada con Amigos                |
| 2015 | El Señor Iván                          |
| 2015 | Que No Diera                           |
| 2015 | La Vida del Rey                        |
| 2015 | El Chapo Guzmán                        |
| 2015 | El Cholo Iván                          |
| 2015 | Hay Que Aceptar                        |
| 2016 | Puras Rancheritas Pisteables           |
| 2016 | ¿Van A Querer Más?                     |
| 2017 | Te Estoy Dejando Ser                   |
| 2019 | Corridos Perdidos, Vol. 1              |
| 2019 | La Cascarita                           |
| 2019 | Lo Más Escuchado De                    |
| 2019 | Otra Vez con el Tololochón             |
| 2020 | El Nini (Jueves Negro)                 |
| 2020 | ¿Será Prudente?                        |
| 2021 | Hay Niveles                            |
| 2021 | A La Ligera                            |
| 2022 | La Super del Barril                    |
| 2022 | Jalando el Tololoche                   |
| 2022 | El Deportivo                           |
| 2023 | El Cabezón (El Papas Fritas)           |
| 2024 | XX                                     |